# John Bardeen
John Bardeen (ur. 23 maja 1908 w Madison w stanie Wisconsin, zm. 30 stycznia 1991 w Bostonie) – amerykański fizyk doświadczalny i teoretyczny, podwójny noblista:
- w roku 1956 wspólnie z Williamem Shockleyem i Walterem Brattainem za badania półprzewodników i wynalezienie tranzystora[2]
- w roku 1972 wraz z Leonem Cooperem i Robertem Schriefferem za sformułowanie teorii nadprzewodnictwa[3]

Teorię nadprzewodnictwa, uznawaną za jedną z najważniejszych w fizyce ciała stałego (zob. też fizyka materii skondensowanej), nazwano później teorią BCS od inicjałów nazwisk jej twórców. Podstawy teorii opublikowano w roku 1957 w czasopiśmie Physical Review.
W 2023 roku Bardeen pozostaje jedyną osobą, która otrzymała dwie Nagrody Nobla w dziedzinie fizyki.

## Życiorys

### Dzieciństwo i młodość
Był synem Althei Harmer, projektantki wnętrz, i Charlesa R. Bardeena, profesora anatomii i dziekana w University of Wisconsin School of Medicine and Public Health. Matka zmarła, gdy miał ok. 12 lat (ojciec ożenił się powtórnie z Ruth Hames).
Początkowo uczęszczał do University High School, a następnie do Madison Central High School, którą skończył w 1923, odbywając dodatkowy kurs radiotechniki na Uniwersytecie Wisconsin w Madison oraz podejmując dodatkowe prace w dziedzinie fizyki i matematyki. Po okresie pracy w dziale inżynierii  Western Electric Company w Chicago uzyskał w roku 1928 stopień BS w dziedzinie elektrotechniki. W tej dziedzinie wykonywał na Uniwersytecie Wisconsin pracę magisterską jako asystent naukowy, opracowując, pod naukową opieką Leo J. Petersa, metody matematyczne, stosowane w czasie poszukiwań geofizycznych i badań promieniowania anten. Stopień magistra otrzymał w 1929. W tym czasie, dzięki kontaktowi z J.H. Van Vleckiem (Nobel 1977), zainteresował się problemami mechaniki kwantowej (kwantowa teoria pola, teoria pola krystalicznego).

### Praca zawodowa
W latach 1930–1933 współpracował nadal z Leo J. Petersem jako pracownik Gulf Research Laboratories (Gulf Oil Corporation) w Pittsburghu. Zajmował się budzącymi wówczas rosnące zainteresowanie nowymi możliwościami geofizycznych poszukiwań złóż ropy naftowej z wykorzystaniem pomiarów geomagnetycznych i grawimetrycznych.
W 1933 zrezygnował ze stanowiska w Gulf Lab i wrócił do fizyki matematycznej – do badań teoretycznych na Uniwersytecie w Princeton pod kierunkiem E. Wignera, rozpoczynającego prace w dziedzinie fizyki ciała stałego (w 1963 laureata Nagrody Nobla „za wkład w teorię jądra atomowego i cząstek elementarnych, a szczególnie za odkrycie i zastosowanie w tych teoriach podstawowych zasad symetrii”. Przed ukończeniem pracy doktorskiej  otrzymał stanowisko junior fellow od Society of Fellows Uniwersytetu Harvarda, co dało mu możliwość udziału w latach 1935–1938 w pracach innych przyszłych noblistów: Van Vlecka i P.W. Bridgmana.
Po powrocie z Harwardu w 1938 otrzymał stanowisko assistant professor fizyki na Uniwersytecie Minnesoty. Stopień doktora otrzymał na Uniwersytecie w Princeton w 1939. W czasie II wojny światowej, w latach 1941–1945, był cywilnym pracownikiem Naval Ordnance Laboratory (NOL) w Waszyngtonie, gdzie zajmował się problemami radiolokacji i przeciwradiolokacji. Po wojnie, do emerytury w 1951, kierował grupą badawczą działającą w Bell Telephone Laboratories. W następnych latach był profesorem emerytowanym na Uniwersytecie Illinois oraz członkiem Center for Advanced Study (od 1959).

## Publikacje
Wybór publikacji za Davidem Pinesem John Bardeen 1908–1991:

- 1936 – J. Bardeen. Theory of the Work Function. II. The Surface Double Layer. „Phys. Rev.”. 49 (9), s. 653–663, 1936. DOI: 10.1103/PhysRev.49.653. (ang.).
- 1937 – J. Bardeen. Conductivity of Monovalent Metals. „Phys. Rev.”. 52 (7), s. 688–697, 1937. DOI: 10.1103/PhysRev.52.688. (ang.).
- 1937 – J. Bardeen. On the Density of Energy Levels of Heavy Nuclei. „Phys. Rev.”. 51 (10), s. 799–803, 1937. DOI: 10.1103/PhysRev.51.799. (ang.).
- 1938 – J. Bardeen. Compressibilities of the Alkali Metals. „J. Chem. Phys.”. 6 (7), s. 372-378, 1938. DOI: 10.1063/1.1750271. (ang.).
- 1938 – J. Bardeen, E. Feenberg. Symmetry Effects in the Spacing of Nuclear Energy Levels. „Phys. Rev.”. 54 (10), s. 809–818, 1938. DOI: 10.1103/PhysRev.54.809. (ang.).
- 1948 –  J. Bardeen, W.H. Brattain. The Transistor, A Semi-Conductor Triode. „Phys. Rev.”. 74 (2), s. 230–231, 1948. DOI: 10.1103/PhysRev.74.230. (ang.).
- 1950 –  J. Bardeen. Wave Functions for Superconducting Electrons. „Phys. Rev.”. 80 (4), s. 567–574, 1950. DOI: 10.1103/PhysRev.80.567. (ang.).
- 1951 – J. Bardeen. Relation between Lattice Vibration and London Theories of Superconductivity. „Phys. Rev.”. 81 (5), s. 829–834, 1951. DOI: 10.1103/PhysRev.81.829. (ang.).
- 1955 – J. Bardeen, Pines, David. Electron-Phonon Interaction in Metals. „Phys. Rev.”. 99 (4), s. 1140–1150, 1955. DOI: 10.1103/PhysRev.99.1140. (ang.).
- J. Bardeen: Theory of superconductivity. W: Encyclopedia of Physics, vol. 15. Berlin, Heidelberg: Springer, 1956, s. 274–369. DOI: 10.1007/978-3-642-45838-5_4. ISBN 978-3-642-45838-5.
- 1957 – J. Bardeen, L.N. Cooper, J.R. Schrieffer. Microscopic Theory of Superconductivity. „Phys. Rev.”. 106 (1), s. 162–164, 1957. DOI: 10.1103/PhysRev.106.162. (ang.).
- 1957 –  J. Bardeen, L.N. Cooper, J.R. Schrieffer. Theory of Superconductivity. „Physical Review”. 108 (5), s. 1175-1204, 1957. DOI: 10.1103/PhysRev.108.1175. (ang.).
- 1961 – J. Bardeen, J.R. Schrieffer, C.J. Gorter. Recent Developments in Superconductivity. „Progress in Low Temperature Physics”. 3, s. 170–287, 1961. DOI: 10.1016/S0079-6417(08)60137-7. (ang.).
- 1965 – J. Bardeen, M.J. Stephen. Theory of the Motion of Vortices in Superconductors. „Phys. Rev.”. 140 (4A), s. A1197–A1207, 1965. DOI: 10.1103/PhysRev.140.A1197. (ang.).
- 1967 – J. Bardeen, G. Baym, D. Pines. Effective Interaction of He3 Atoms in Dilute Solutions of He3 in He4 at Low Temperatures. „Phys. Rev.”. 156 (1), s. 207–221, 1967. DOI: 10.1103/PhysRev.156.207. (ang.).
- 1973 – D. Allender, J. Bray, J. Bardeen. Model for an Exciton Mechanism of Superconductivity. „Phys. Rev. B”. 7 (3), s. 1020–1029, 1973. DOI: 10.1103/PhysRevB.7.1020. (ang.).

## Nagrody, odznaczenia, tytuły i upamiętnienie
Wybór według Biographical or Historical Notes w archiwum Uniwersytetu Illinois w Urbanie i Champaign.
- 1952 – Stuart Ballantine Medal nadawany przez Franklin Institute w Filadelfii za osiągnięcia w dziedzinie nauki i inżynierii
- 1954 – wybór do National Academy of Sciences[2][a]

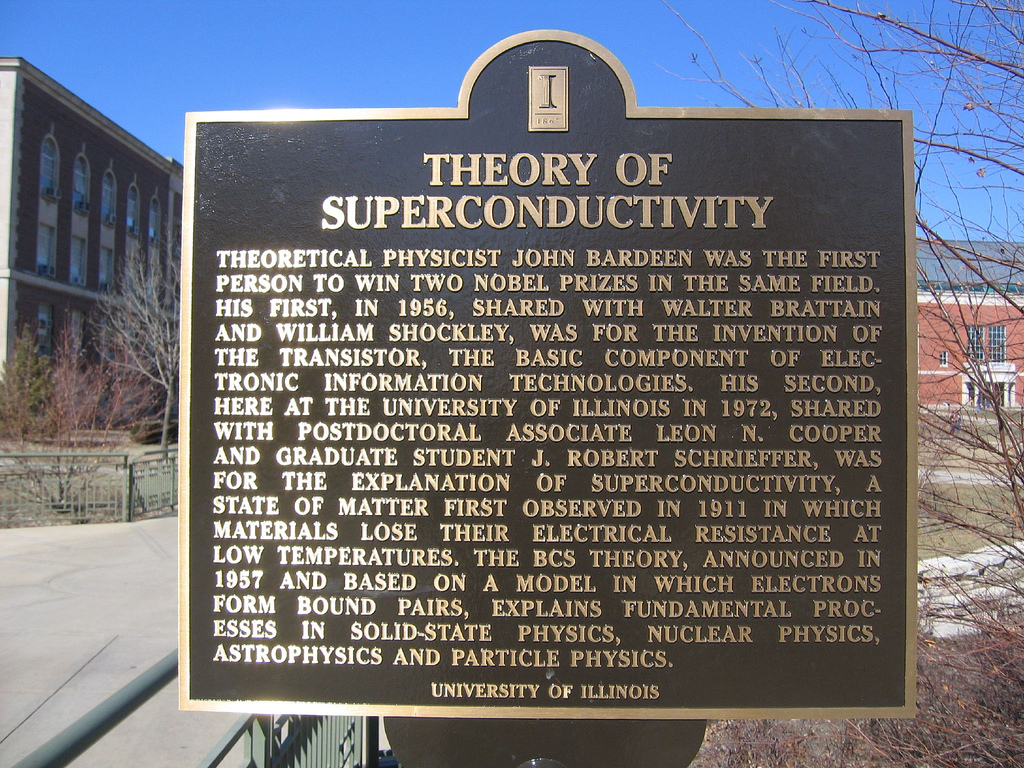
Tablica pamiątkowa w kampusie Uniwersytetu Illinois w Urbanie i Champaign, upamiętniająca Johna Bardeena i innych twórców tranzystorów oraz teorii BCS, dotyczącej nadprzewodnictwa

- 1954 – Oliver E. Buckley Condensed Matter Prize, nadana za badania półprzewodnictwa przez American Physical Society[9]
- 1955 – John Scott Medal (od Philadelphia City Council) nadawany za wynalazki istotne dla „wygody, dobra i szczęścia ludzkiego rodzaju”[10]; tytuł Doctor of Science (D.Sc.) od Union College
- 1956 – pierwsza z dwóch Nagród Nobla w dziedzinie fizyki[2]
- 1960 – D.Sc. University of Wisconsin-Madison
- 1962 – Fritz London Memorial Prizes, sponsorowana przez Międzynarodową Unię Fizyki Czystej i Stosowanej
- 1972 – druga z dwóch Nagród Nobla w dziedzinie fizyki[3]
- 1974 – D.Sc. Uniwersytetu Illinois w Urbanie i Champaign
- 1977 – Medal Wolności
- 1987 – Wielki Złoty Medal im. M.W. Łomonosowa (ros. Большая золотая медаль имени М. В. Ломоносова) od Rosyjskiej Akademii Nauk[11]
- 1990 – utworzenie „John Bardeen Chair” na Wydziale Physics and Electrical and Computer Engineering Uniwersytetu Illinois

Od 1991 przyznawana jest co trzy lata nagroda John Bardeen Prize, co zostało zainicjowane na międzynarodowej konferencji Materials and Mechanisms of Superconductivity w  Illinois. Nagroda jest sponsorowana przez Wydział Fizyki Uniwersytetu Illinois i przyjaciół Johna Bardeena.
Były student Johna Bardeena i pierwszy z jego doktorantów, Nick Holonyak Jr. (John Bardeen Chair) popularyzuje osiągnięcia swojego promotora, prowadząc seminaria, tj.
- The Transistor: From Germanium to Silicon to Integrated Circuit (1947-1960)
- From the Transistor to the Laser & Light Emitting Diode

## Życie prywatne
John Bardeen ożenił się w 1938 z Jane Maxwell, specjalistką biologiem. Mieli córkę, Elizabeth Ann (1944–2000) oraz dwóch synów: Jamesa (1939–2022) i Williama Allena (ur. 15 września 1941) – obydwaj zostali fizykami.
Bardeen zmarł z powodu niewydolności serca (zawału). Został pochowany na Forest Hill Cemetery w Madison.